# Ворнічень (Молдова)
Ворнічень (рум. Vorniceni) — село у Страшенському районі Молдови. Утворює окрему комуну.

## Населення
За даними перепису населення 2004 року у селі проживали 5220 осіб.
Національний склад населення села:
| Національність       | Кількість осіб | Відсоток   |
| -------------------- | -------------- | ---------- |
| молдавани румуни     | 5013 99        | 96,0% 1,9% |
| росіяни              | 43             | 0,8%       |
| українці             | 41             | 0,8%       |
| болгари              | 9              | 0,2%       |
| гагаузи              | 6              | 0,1%       |
| цигани               | 1              | < 0,1%     |
| інша / без відповіді | 8              | 0,2%       |
| Всього               | 5220           | 100%       |